# Општина Оанча (Галац)
Оанча (рум. Oancea) општина је у Румунији у округу Галац.
Oпштина се налази на надморској висини од 63 m.